# Ghostzapper
Ghostzapper, född 6 april 2000, är ett engelskt fullblod, mest känd för att ha segrat i 2004 års upplaga av Breeders' Cup Classic. Han rankades även etta i "World's Top Ranked Horse" 2004, av World Thoroughbred Racehorse Rankings, samt utsågs till 2004 års United States Horse of the Year.

## Karriär
Ghostzapper är en brun hingst efter Awesome Again och under Baby Zip (efter Relaunch). Han föddes upp av Adena Springs Farms och ägdes av Kenneth L. & Sarah K. Ramsey. Han tränades under tävlingskarriären av Robert J. Frankel, och reds oftast av Javier Castellano. Han ansångs som en av sin tids bästa hästar, men på grund av kramper gjorde han endast 11 starter i tävlingskarriären.
Ghostzapper tävlade mellan 2002 och 2005 och sprang under sin tävlingskarriär in 3 446 120 dollar på 11 starter, varav 9 segrar och 1 tredjeplats. Han tog karriärens största seger i Breeders' Cup Classic (2004). Han segrade även i Vosburgh Stakes (2003), Tom Fool Handicap (2004), Philip H. Iselin Breeders' Cup Handicap (2004), Woodward Stakes (2004) och Metropolitan Handicap (2005).

### Som avelshingst
Ghostzapper avslutade sin tävlingskarriär den 13 juni 2005, efter att en fraktur på hans vänstra främre sesamben upptäckts. Han stod ursprungligen uppstallad på Adena Springs Farm i Kentucky, där hans avelskarriär fick en måttligt bra start. Då hans första kull nådde tävlingsålder 2009, minskade hans popularitet. 2013 vann 16 av hans avkommor stakeslöp, vilket gjorde att hans popularitet ökade igen I oktober 2020 flyttades Ghostzapper till Hill 'n' Dale Farms i Kentucky.